# Велимир Заєць
Велимир Заєць (хорв. Velimir Zajec, нар. 12 лютого 1956, Загреб) — югославський футболіст, що грав на позиції захисника. По завершенні ігрової кар'єри — хорватськийтренер.
Виступав за клуби «Динамо» (Загреб) та «Панатінаїкос», а також національну збірну Югославії.
Чемпіон Югославії. Дворазовий володар Кубка Югославії. Чемпіон Греції. Дворазовий володар Кубка Греції. Дворазовий володар титулу Футболіст року в Югославії (у 1979 та 1984 роках).

## Клубна кар'єра
У дорослому футболі дебютував 1973 року виступами за команду клубу «Динамо» (Загреб), в якій провів одинадцять сезонів, взявши участь у 485 матчах чемпіонату.  Більшість часу, проведеного у складі загребського «Динамо», був основним гравцем захисту команди. За цей час виборов титул чемпіона Югославії, ставав володарем Кубка Югославії (двічі), а також двічі визнавався найкращим футболістом Югославії.
1984 року отримав дозвіл на продовження кар'єри за кордоном і перейшов до грецького «Панатінаїкоса», за який відіграв 4 сезони. Граючи у складі «Панатінаїкоса» також здебільшого виходив на поле в основному складі команди. За цей час додав до переліку своїх трофеїв титул чемпіона Греції. Завершив професійну кар'єру футболіста виступами за команду «Панатінаїкос» у 1988 році.

## Виступи за збірну
23 березня 1977 року дебютував в офіційних матчах у складі національної збірної Югославії. Протягом кар'єри у національній команді, яка тривала 9 років, провів у формі головної команди країни 36 матчів, забивши 1 гол.
У складі збірної був учасником чемпіонату світу 1982 року в Іспанії та чемпіонату Європи 1984 року у Франції. На обох турнірах брав участь в усіх іграх групових етапів, а його збірна в обох випадках не змогла пробитися до стадії плей-оф змагань.

## Кар'єра тренера
Завершивши виступи на футбольному полі, повернувся до рідного клубу, загребського «Динамо», в якому 1988 року став спортивним директором. З початком розпаду Югославії, який супроводжувався збройним конфліктом на теренах Хорватії, 1991 року залишив батьківщину і обійняв посаду директора футбольної академії свого іншого колишнього клубу, «Панатінаїкоса».
В сезоні 1996/97 очолив тренерський штаб головної команди «Панатінаїкоса», яка під його керівництвом виступила невдало, посівши лише п'яте місце у національній першості, опинившись поза зоною єврокубків. Тож 1997 року тренера було звільнено.
Того ж 1997 року повернувся на батьківщину, де став головним тренером команди загребського «Динамо», яке на той час виступало під назвою «Кроація». Тренував цю команду один рік.
Протягом 2004–2005 років очолював тренерський штаб англійського «Портсмута».
Останнім місцем тренерської роботи був клуб «Динамо» (Загреб), головним тренером команди якого Велимир Заєць був протягом червня—липня 2010 року. Пропрацював у команді менше трьох місяців, після чого був звільнений через незадовільні результати.

## Титули і досягнення

### Командні
- Чемпіон Югославії (1):

«Динамо» (Загреб):  1981-1982
- Володар Кубка Югославії (2):

«Динамо» (Загреб):  1979-1980, 1982-1983
- Чемпіон Греції (1):

«Панатінаїкос»:  1985-1986
- Володар Кубка Греції (2):

«Панатінаїкос»:  1985-1986, 1987-1988
- Чемпіон Європи (U-21): 1978

### Особисті
- Футболіст року в Югославії (2):

1979, 1984